# Chevêchette des yungas
Glaucidium bolivianum
Espèce
Statut de conservation UICN

 LC  : Préoccupation mineure
Statut CITES
La Chevêchette des yungas (Glaucidium bolivianum) est une espèce d'oiseaux de la famille des Strigidae.

## Répartition

Aire de répartition de la chevêchette des yungas.

Cette espèce vit en Bolivie, au Pérou et en Argentine.